# Coenosia sanguenguei
Coenosia sanguenguei är en tvåvingeart som beskrevs av Zielke 1971. Coenosia sanguenguei ingår i släktet Coenosia och familjen husflugor.
Artens utbredningsområde är Angola. Inga underarter finns listade i Catalogue of Life.